# Vallée de l'Oberaar
La vallée de l'Oberaar est une vallée des Alpes située en Suisse, dans le canton de Berne.

## Géographie
La vallée de l'Oberaar est l'une des deux vallées dont les eaux donnent naissance à l'Aar, avec la vallée de l'Unteraar qui se trouve au nord. Dans cette vallée coule le glacier de l'Oberaar.
D'est en ouest la vallée de l'Oberaar est séparée de la vallée de l'Unteraar par :
- le Vordre Zinggenstock 46° 33′ 16,34″ N, 8° 15′ 28,8″ E ;
- le Hindre Zinggenstock 46° 33′ 09,83″ N, 8° 14′ 26,48″ E ;
- le Vordre Tierberg 46° 32′ 59,86″ N, 8° 13′ 42,92″ E ;
- le Hindre Tierberg 46° 32′ 50,1″ N, 8° 12′ 47,52″ E ;
- le Scheuchzerjoch 46° 32′ 43,48″ N, 8° 12′ 07,49″ E ;
- la cime nord-est du Scheuchzerhorn 46° 32′ 46,9″ N, 8° 11′ 40,24″ E ;
- le Scheuchzerhorn 46° 32′ 38,44″ N, 8° 11′ 26,02″ E ;
- le Grunerhorn 46° 32′ 29″ N, 8° 10′ 52,68″ E ;
- l'Oberaarhorn 46° 31′ 53,33″ N, 8° 10′ 28,38″ E.

Du nord au sud la vallée est séparée de la vallée de la Wysswasser par :
- l'Oberaarhorn ;
- l'Oberaarjoch 46° 31′ 32,34″ N, 8° 10′ 26,62″ E ;
- le Nollen 46° 31′ 23,05″ N, 8° 10′ 39,36″ E ;
- l'Oberaarrotjoch 46° 31′ 17,87″ N, 8° 10′ 47,21″ E ;
- l'Oberaarrothorn 46° 31′ 13,3″ N, 8° 10′ 50,66″ E.

D'ouest en est la vallée de l'Oberaar est séparée de la vallée de Conches par :
- l'Oberaarrothorn ;
- le Münsterjoch 46° 31′ 25,21″ N, 8° 11′ 52,73″ E ;
- le Talschienpass 46° 31′ 35,11″ N, 8° 13′ 12,79″ E ;
- le Talschien 46° 31′ 34,72″ N, 8° 13′ 40,4″ E ;
- le Löffelhorn 46° 31′ 36,48″ N, 8° 14′ 13,42″ E ;
- le Geschinerstock 46° 31′ 46,13″ N, 8° 15′ 29,09″ E ;
- l'Uelistock46° 32′ 06,14″ N, 8° 16′ 11,64″ E ;
- le Grosses Sidelhron 46° 32′ 27,42″ N, 8° 17′ 08,12″ E ;
- le Sidelhorn 46° 33′ 09,4″ N, 8° 18′ 45,79″ E.

### Source
- Carte topographique suisse